# Слепченко, Григорий Никитович
Григорий Никитович Слепченко (1930, с. Ефимовка, Рузаевский район, Петропавловский округ, Казакская АССР, РСФСР, СССР) — комбайнёр совхоза «Карасуский» Карасуского района Кустанайской области, Казахская ССР. Герой Социалистического Труда (1967).

## Биография
Родился в 1930 году в крестьянской семье в селе Ефимовка Рузаевского района (ныне — Район имени Габита Мусрепова, Северо-Казахстанская область).
Трудился трактористом, слесарем в совхозе «Карасуский» Карасуского района. Первый в Кустанайской области применил метод сцепки двух комбайнов при уборке зерновых. В 1966 году намолотил более 31 тысячи центнеров зерновых.
Указом Президиума Верховного Совета СССР от 19 апреля 1967 года за достигнутые успехи в увеличении производства и заготовок зерна в 1966 году удостоен звания Героя Социалистического Труда с вручением ордена Ленина и золотой медали «Серп и Молот».